# Coralliophila aberrans
Coralliophila aberrans är en snäckart som först beskrevs av C. B. Adams 1850.  Coralliophila aberrans ingår i släktet Coralliophila och familjen Coralliophilidae. Inga underarter finns listade i Catalogue of Life.